# Doncaster (district)
Doncaster is een metropolitaans district in het stedelijk graafschap (metropolitan county) South Yorkshire   en telt 311.000 inwoners. De oppervlakte bedraagt 568 km².
Van de bevolking is 16,4% ouder dan 65 jaar. De werkloosheid bedraagt 4,2% van de beroepsbevolking (cijfers volkstelling 2001).

## Plaatsen in district Doncaster
- Conisbrough
- Doncaster (hoofdplaats)
- Mexborough

## Civil parishesin district Doncaster
Adwick upon Dearne, Armthorpe, Askern, Auckley, Austerfield, Barnburgh, Barnby Dun with Kirk Sandall, Bawtry, Blaxton, Braithwell, Brodsworth, Burghwallis, Cadeby, Cantley, Clayton with Frickley, Conisbrough Parks, Denaby, Edenthorpe, Edlington, Fenwick, Finningley, Fishlake, Hampole, Hatfield, Hickleton, High Melton, Hooton Pagnell, Kirk Bramwith, Loversall, Marr, Moss, Norton, Owston, Rossington, Sprotbrough and Cusworth, Stainforth, Stainton, Sykehouse, Thorne, Thorpe in Balne, Tickhill, Wadworth, Warmsworth.